# 籽岷
籽岷（1983年3月10日—），本名朱明华，出生于中國上海市，籍贯浙江省杭州市，中國共產黨黨員。是中国大陆《我的世界》遊戲主播之一，网络ID寓意“为青少年服务”。籽岷在bilibili、优酷以及YouTube等平台均有发布视频。原先是纪录片导演，后开始做游戏主播，也兼任上海外贸学院的外聘教师，前极游网总管及视频主播，前我萌爱你IOUE成员，前方块学园团队创始人及初始成员。
籽岷的代表作有实况放逐之路、猛男生存、苦力怕世界、RLCraft、永恒的MC、我的世界模组介绍系列、双人幸运方块系列、动画方块学园（方块侦探社）、方块Q学园、彼方剑语等。

## 经历和事件
2010年，曾在优酷上上传上海九段沙湿地纪录片。
2013年1月9日，籽岷在弹幕视频网站哔哩哔哩上传了自己的《我的世界》生存实况《我的世界 Minecraft 籽岷的极限生存实况 第一集上 文艺去死屌丝归来》。因为自己喜欢大自然，当时的他就已经开始奉行在游戏里“不杀生”的举措。在1月18日上传的极限生存第二期，籽岷被苦力怕偷袭，之后爆粗口“卧槽”，成为了网络梗之一。后来籽岷谈到这个视频时说当时的台词其实是他照着稿子念的。
2016年，与炎黄、大橙子、粉鱼、五歌合作成立方块学园团队，开始制作我的世界动画。
2016年，与游戏实况主锡兰Ceylan发生冲突，两人在之后和好。
2016年7月31日，参加2016年ChinaJoy的《我的世界》展台。
2019年12月，曾受邀去上海市教育评估院，对上海市南湖职业学校和上海第二轻工业学校即将新开设的游戏视频相关专业进行建议和讨论。
2020年1月，拍卖英伟达定制RTX2080ti来帮助粉丝的妹妹治疗再生障碍性贫血，可惜的是，粉丝的妹妹抢救无效死亡。
2020年2月4日，籽岷上传了《永恒的MC生存》系列第16期。其中籽岷使用镐连锁挖掘迷宫墙壁时，误用了已有附魔的镐，该镐因耐久度耗尽而损坏。视频里他发现后的激情反应以及高呼“哇！哇！我的神镐！”也成为了大众所知的梗，并衍生出大量二创和鬼畜。
2020年3月30日，籽岷由于政治立场原因，退出YouTube，同时由于另一位曾活跃在哔哩哔哩的Youtuber阿神在哔哩哔哩发表台独言论，在中国大陆的哔哩哔哩账户被禁停。籽岷在YouTube频道上最后的视频就是评论阿神关于台独言论，里面表明了自己与阿神的关系，并表达了自己绝对捍卫中国国家领土完整的立场。
2020年4月20日，首次公布自己的孩子。
2020年7月31日至8月3日，参加2020年ChinaJoy的《坦克世界》展台。
2020年8月28日，以B站UP主身份参与《畅想上海未来五年·听你说——“十四五”规划市民大家谈》。
2021年1月21日，籽岷上传《死亡黄昏生存》系列第七集，视频中籽岷在下界杀了一些下界合金鸡，引发争议。部分观众质疑籽岷违背了“不杀生”的承诺。次日籽岷在动态中回应：“一直以来，我做纪录片多年，一直宣传的是保护野生动物和生态环境，游戏中不杀的是那些现实中的野生保护动物和三有动物（怪物主动攻击的除外）。而MC地狱中的下界合金鸡，我不认为在此列。”
2021年9月15日，参加上海市国防教育办公室与B站联合打造的军营vlog拍摄。
2022年11月20日，籽岷的QQ号因为服务器漏洞，遭恶意攻击被暂时封禁。
2023年1月，籽岷获得哔哩哔哩2022年百大up主称号。
2023年12月18日，籽岷在YouTube平台恢复更新。
2024年1月1日，籽岷发布关于恢复直播的声明，并于次日下午北京时间七点恢复直播。
2024年1月，籽岷获得哔哩哔哩2023年百大up主称号。